# Божиковац
Божиковац је насељено место у општини Јајце, Федерација Босне и Херцеговине, БиХ.

## Становништво
Према попису становништва из 1991. године место је имало 4 становника.
| Националност | 1991.       |
| Срби         | 4 (100,00%) |
| Укупно       |             |